# دروسيا (إففويا)
دروسيا (Δροσιά) هي مدينة في إففويا في مقاطعة كينتريكي إلادا في اليونان.
يبلغ عدد سكانها حوالي 4221 نسمة.